# مانويل أبيندانيو
مانويل أبيندانيو (بالإسبانية: Manuel Avendaño)‏ هو مدرب كرة قدم ولاعب كرة قدم تشيلي في مركز الدفاع، ولد في 7 أبريل 1982 في تالكا في تشيلي. لعب مع كوريكو يونيدو.

## وصلات خارجية
- مانويل أبيندانيو على موقع قاعدة بيانات كرة القدم.إي يو (الإنجليزية)
- مانويل أبيندانيو على موقع Soccerway.com (الإنجليزية)